# ジャーヴェラ・デル・モンテッロ
ジャーヴェラ・デル・モンテッロ（伊: Giavera del Montello）は、イタリア共和国ヴェネト州トレヴィーゾ県にある、人口約5,200人の基礎自治体（コムーネ）。

## 地理

### 位置・広がり

#### 隣接コムーネ
隣接するコムーネは以下の通り。
- アルカーデ
- ネルヴェーザ・デッラ・バッターリア
- ポヴェリアーノ
- セルナリーア・デッラ・バッターリア
- ヴォルパーゴ・デル・モンテッロ

### 気候分類・地震分類
気候分類では、zona E, 2468 GGに分類される。
また、イタリアの地震リスク階級 (it) では、zona 2 (sismicità media) に分類される。